# Dr. Mario World
Dr. Mario World (ドクターマリオ ワールド?, Dokutā Mario Wārudo) era un videogioco rompicapo del 2019 pubblicato da Nintendo per iOS e Android. Il gioco è stato distribuito tramite App Store e Google Play a partire dal 9 luglio 2019.
Il 28 luglio 2021 Nintendo ha annunciato che avrebbe terminato il servizio a partire dal 1º novembre dello stesso anno.

## Trama
Il Regno dei Funghi è stato invaso da un'orda di virus di vari colori. Per salvare il regno, Mario, la Principessa Peach e Bowser indossano il camice da laboratorio e sconfiggono i virus distruggendoli con delle capsule dello stesso colore dei virus. Lungo la strada si uniscono a loro tanti altri personaggi del franchise di Mario.

## Modalità di gioco
Il gioco prevede che si deve scegliere un personaggio tra Mario, Peach e Bowser. Si devono creare file di virus dello stesso colore tra rosso, giallo e blu. Le mosse sono determinate e si deve raggiungere l'obiettivo di virus da sconfiggere per completare il livello.

## Distribuzione
Il gioco doveva inizialmente essere distribuito in 59 Paesi il 10 luglio 2019, ma il lancio avvenne con un giorno d'anticipo il 9 luglio 2019.